# 2003年世界柔道選手権大会
2003年世界柔道選手権大会（第23回世界柔道選手権大会）は日本の大阪市・大阪城ホールで2003年（平成15年）9月11日から9月14日まで国際柔道連盟主催で開催された。また、9月15日にはエキシビションとして国別団体戦が全日本柔道連盟主催で開催された。国別団体戦は世界柔道選手権大会には含まれず初のカラー柔道着での全日本柔道連盟主催大会となった。

## メダリスト

### 男子
| 階級        | 金                     | 銀                         | 銅                                              |
| ----------- | ---------------------- | -------------------------- | ----------------------------------------------- |
| 60kg以下級  | 崔敏浩                 | クレイグ・ファロン         | 野村忠宏 アニス・ルニフィ                       |
| 66kg以下級  | アラシュ・ミレスマイリ | ラルビ・ベンブダウ         | ヨルダニス・アレンシビア マゴメド・ジャファロフ |
| 73kg以下級  | 李元熹                 | ダニエル・フェルナンデス   | ジョアン・ネト ビタリー・マカロフ               |
| 81kg以下級  | フロリアン・ワナー     | セルゲイ・アシュワンデン   | ロベルト・クラフチク アレクセイ・ブドリン       |
| 90kg以下級  | 黄禧太                 | ズラブ・ズビャダウリ       | セルゲイ・クハレンコ カルロス・オノラト         |
| 100kg以下級 | 井上康生               | ジスラン・ルメール         | イハル・マカラウ マリオ・サビーノ               |
| 100kg超級   | 棟田康幸               | デニス・ファンデルヘースト | タメルラン・トメノフ イェウヘーン・ソトニコフ   |
| 無差別級    | 鈴木桂治               | インドレク・ペルテルソン   | アブドゥロ・タングリエフ モブルド・ミラリエフ   |

### 女子
| 階級       | 金                     | 銀                     | 銅                                                  |
| ---------- | ---------------------- | ---------------------- | --------------------------------------------------- |
| 48kg以下級 | 田村亮子               | フレデリック・ジョシネ | ネシェ・シェンソイ ダニエスカ・カリオン             |
| 52kg以下級 | アマリリス・サボン     | アナベル・ウラニ       | 横澤由貴 ラファエラ・インブリアーニ                 |
| 57kg以下級 | ケー・スンヒ           | イボンヌ・ベニシュ     | ユリスレイディス・ルペティ デボラ・フラベンステイン |
| 63kg以下級 | ダニエラ・クルコウェル | ドリュリス・ゴンサレス | アナ・フォン・ハルニアー イレニア・スカピン         |
| 70kg以下級 | 上野雅恵               | レグラ・レイエン       | エディス・ボッシュ アネット・ベーム                 |
| 78kg以下級 | 阿武教子               | ユリセル・ラボルデ     | エステール・サン・ミゲル エディナンシ・シルバ       |
| 78kg超級   | 孫福明                 | 塚田真希               | テア・ドングサシビリ カリーナ・ブライアント         |
| 無差別級   | 佟文                   | カリーナ・ブライアント | ダイマ・ベルトラン マーラ・コバチェビッチ           |

## 国別団体戦

### 男子
| 優勝 | 2位 | 3位 | 3位 |
| フランス バンジャマン・ダルベレ ラルビ・ベンブダウ ダニエル・フェルナンデス セドリク・クラベリ フレデリック・デモンフォコン ジスラン・ルメール フレデリク・ルカヌ マチュー・バタイユ | 日本 野村忠宏 鳥居智男 小見川道浩 金丸雄介 高松正裕 秋山成勲 泉浩 矢嵜雄大 井上智和 井上康生 棟田康幸 鈴木桂治 上口孝太 | ロシア マゴメド・ジャファロフ サラム・メジドフ ハサンビ・タオフ ドミトリー・マクシモフ タメルラン・トメノフ | イラン マスード・ハジ・アホンサデ カゼム・サリハニ コベスラフ・ベレチェイ マスード・ホスラビネジャド サエド・ホスラビネジャド マフムード・ミラン |

### 女子
| 優勝 | 2位                                   | 3位 | 3位 |
| 日本 田村亮子 横澤由貴 宝寿栄 茂木仙子 谷本歩実 上野順恵 上野雅恵 貝山仁美 阿武教子 松崎みずほ 塚田真希 薪谷翠 | 中国 劉玉香 李淑芳 秦東亜 尹玉峰 佟文 | フランス フレデリク・ジョシネ アナベル・ウラニ バルバラ・アレル リュシ・ドコス アミナ・アブデラティフ マリー・パスケ セリーヌ・ルブラン アン＝ソフィー・モンディエール エバ・ビセニ | キューバ · ダニエスカ・カリオン · アマリリス・サボン · ユリスレイディス・ルペティ · ドリュリス・ゴンサレス · レグラ・レイエン · ユリセル・ラボルデ · ダイマ・ベルトラン |

## メダル獲得数の国別一覧
| 順 | 国・地域               | 金 | 銀 | 銅 | 計 |
| -- | ---------------------- | -- | -- | -- | -- |
| 1  | 日本                   | 6  | 1  | 2  | 9  |
| 2  | 韓国                   | 3  | 0  | 0  | 3  |
| 3  | 中国                   | 2  | 0  | 0  | 2  |
| 4  | キューバ               | 1  | 3  | 4  | 8  |
| 5  | ドイツ                 | 1  | 1  | 3  | 5  |
| 6  | アルゼンチン           | 1  | 0  | 0  | 1  |
| 6  | イラン                 | 1  | 0  | 0  | 1  |
| 6  | 北朝鮮                 | 1  | 0  | 0  | 1  |
| 9  | フランス               | 0  | 5  | 0  | 5  |
| 10 | イギリス               | 0  | 2  | 1  | 3  |
| 11 | オランダ               | 0  | 1  | 2  | 3  |
| 12 | エストニア             | 0  | 1  | 1  | 2  |
| 13 | ジョージア             | 0  | 1  | 0  | 1  |
| 13 | スイス                 | 0  | 1  | 0  | 1  |
| 15 | ロシア                 | 0  | 0  | 4  | 4  |
| 16 | ブラジル               | 0  | 0  | 3  | 2  |
| 17 | ベラルーシ             | 0  | 0  | 2  | 2  |
| 18 | アゼルバイジャン       | 0  | 0  | 1  | 1  |
| 18 | イタリア               | 0  | 0  | 1  | 1  |
| 18 | ポーランド             | 0  | 0  | 1  | 1  |
| 18 | ポルトガル             | 0  | 0  | 1  | 1  |
| 18 | セルビア・モンテネグロ | 0  | 0  | 1  | 1  |
| 18 | スペイン               | 0  | 0  | 1  | 1  |
| 18 | チュニジア             | 0  | 0  | 1  | 1  |
| 18 | トルコ                 | 0  | 0  | 1  | 1  |
| 18 | ウクライナ             | 0  | 0  | 1  | 1  |
| 18 | ウズベキスタン         | 0  | 0  | 1  | 1  |

## 日本での放送
今大会は、それまでのNHKからフジテレビ系列で放送された。メインキャスターを藤原紀香と加藤晴彦、MCを三宅正治、コメンテーターを吉田秀彦、実況を長坂哲夫、佐野瑞樹、森昭一郎、竹下陽平、西岡孝洋が担当した。またくずの全てが僕の力になるが応援ソングとなった。